# Kampioenschap van Vlaanderen 2007
Il Kampioenschap van Vlaanderen 2007, novantaduesima edizione della corsa, valido come evento dell'UCI Europe Tour 2007 categoria 1.1, si svolse il 21 settembre 2007 su un percorso di 180 km. Fu vinto dall'australiano Baden Cooke, che terminò la gara in 4h13'00" alla media di 42,68 km/h.
Furono 77 i ciclisti che portarono a termine il percorso.

## Ordine d'arrivo (Top 10)
| Pos. | Corridore         | Squadra         | Tempo    |
| ---- | ----------------- | --------------- | -------- |
| 1    | Baden Cooke       | Unibet.com      | 4h13'00" |
| 2    | Andy Cappelle     | Landbouwkrediet | a 5"     |
| 3    | Denis Flahaut     | Jartazi         | a 21"    |
| 4    | Gorik Gardeyn     | Unibet.com      | s.t.     |
| 5    | Frédéric Amorison | Landbouwkrediet | s.t.     |
| 6    | Niko Eeckhout     | Ch. Jacques     | s.t.     |
| 7    | Kristof Goddaert  | Davitamon       | s.t.     |
| 8    | Olivier Kaisen    | Predictor       | s.t.     |
| 9    | Sjef De Wilde     | Landbouwkrediet | s.t.     |
| 10   | Stijn Vandenbergh | Unibet.com      | s.t.     |